# Ce soir-là

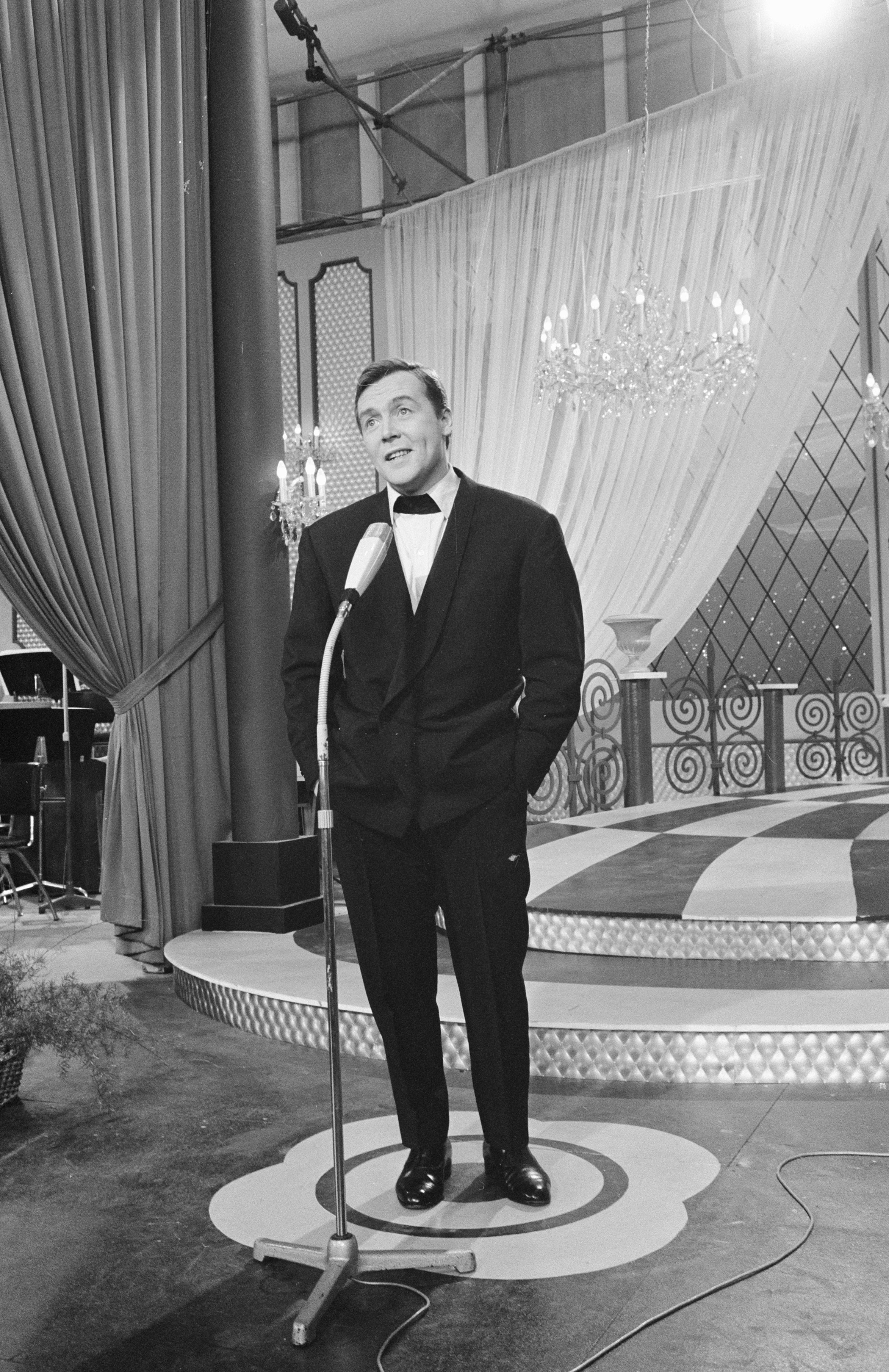
François Deguelt, intérprete de la canción, en 1962.

«Ce soir-là» (en español: «Aquella noche») es una canción compuesta por Hubert Giraud e interpretada en francés por François Deguelt. Se lanzó como sencillo en 1960 mediante Columbia Records. Fue elegida para representar a Mónaco en el Festival de la Canción de Eurovisión de 1960 tras ser seleccionada internamente por la emisora monegasca Télé Monte-Carlo.

## Festival de la Canción de Eurovisión 1960

### Selección
«Ce soir-là» fue seleccionada para representar a Mónaco en el Festival de la Canción de Eurovisión 1960 por la emisora monegasca Télé Monte-Carlo.

### En el festival
La canción participó en el festival celebrado en el Royal Festival Hall el 29 de marzo de 1960, siendo interpretada por el cantante francés François Deguelt. La orquesta fue dirigida por Raymond Lefèvre.
Fue interpretada en octavo lugar, siguiendo a Austria con Harry Winter interpretando «Du hast mich so fasziniert» y precediendo a Suiza con Anita Traversi interpretando «Cielo e terra». Al final de las votaciones, la canción recibió 15 puntos, obteniendo el tercer puesto de 13.